# Лель
Лель — імовірно, давньослов'янський бог кохання, син Лади і Сварога. Традиційно вважається братом Лелі. При цьому богиню Лелю та бога Леля часто представляють як близнят. За деякими джерелами цей бог має інше ім'я — Полель, за іншими — це його брат-близнюк, ще один син Лади. Описується як юний бог кохання — відповідник Ерота, Купідона, Камадеви в слов'янській міфології. Походить ймовірно від «ліла» (санскр. लीला, līlā) — гра, або раса-ліла (див. Леля (міфологія)).
Зовсім молодим Лель часом просто бавиться коханням, хоча і робить це з щирих намірів — для нього це лише весела гра. Гарний парубок з кучерявим волоссям закохує в себе дівчат, наспівуючи їм та граючи на сопілці. З'являється Лель весною, живе разом зі своїм братом Полелем у лісі. Разом вони виходять зустрічати Ярило. Сопілку Леля можна почути в Купальську ніч.

## Походження
Про цього бога науковці знають досить мало. А деякі взагалі відкидають факт його існування. Літописи про нього не згадають. А саме ім'я бога «Лель» пов'язане з фольклором та лінгвістичними особливостями слов'янських мов. Слово «леліяти» присутнє в різних формах серед багатьох слов'янських мов. Воно безсумнівно пов'язане з любов'ю та шлюбом, оскільки означає любити, оберігати, дбати, піклуватися, ніжити тощо. Крім цього такі слова як «леля», «люлю», «лелю», «льолі» присутні в багатьох слов'янських весільних піснях, зокрема в приспівах. Тобто саме слово та поняття існувало безсумнівно, так само можна вважати встановленим його зв'язок з любов'ю та шлюбом. Однак чи дійсно в давніх слов'ян існувало саме божество на ім'я Лель як це описується в польських історіографів XVI ст. (Меховіта, Кромера, Стрийковського) достовірно невідомо. Існує думка, що Лель як божество був сконструйований за зразком Амура (Ерота), оскільки в ті часи (XVI—XVII ст.) вважалося, що кожен європейський народ до хрещення мав міфологію схожу на давньогрецьку.
Втім є значна група науковців, які знайшли та находять докази все-таки існування такого бога як Лель. Вони вважають його одним з найдавніших в слов'янській міфології. Відомі деякі міфи, в яких виступає цей бог. Традиційно його вважають богом-покровителем бджолярства. Бо бджола, що поєднувала в собі гіркоту жала та солодкість меду була символом кохання. Давні слов'яни уявляли Леля як золотоволосого парубка, що приносив людям кохання, опікувався дітьми, любив квіти та допомагав бортникам (бджолярам). В руках у нього була чарівна мелодійна сопілка. А кохання людям він сипав іскрами. В деяких пізніших легендах Лелю приписують крила, якими він може в будь-який момент вознестись та зникнути. Символами бога є бджола, а також лелека (пов'язано з ім'ям бога), жайворонки та журавлі.

## Місця пошанування
Поблизу селі Чижі Більського повіту Гродненської губернії знаходилося узвишшя, яке мало назву «Срібная горка». Вершина її становила, очевидно, штучний насип. У 1881 році. під час геодезичного обстеження тутешньої місцевості топографами, на Срібній гірці були виявлені людські кістки. Побутували й розповіді про знахідки місцевими селянами казанків зі старовинними срібними монетами. За поясненням місцевих мешканців, тут у старовину був язичницький жертовник і стояли позолочені та посріблені боги, одного з яких легенда називає на ім'я — Леляк.

## У культурі
У 1992—2003 роках в Україні видавався еротичний журнал «Лель». А з 1994 по 2000 рік — еротичний журнал «Лель-рев'ю».